# Tie Break (gruppo musicale austriaco)
I Tie Break sono un gruppo musicale austriaco.
Hanno rappresentato l'Austria all'Eurovision Song Contest 2004 svoltosi a Istanbul, dove hanno presentato il brano Du bist.

## Formazione
- Tommy Pegram
- Stefan di Bernardo
- Thomas Elzenbaumer